# Jan Kantakuzen (cezar)
Jan Kantakuzen (grec. Ἰωάννης Καντακουζηνός) (zm. po 1186) – bizantyński arystokrata i wojskowy, cezar. 

## Życiorys
Był jedną z ofiar terroru rozpętanego przez Andronika I Komnena (został w 1183 oślepiony). Po dojściu do władzy Izaaka II Angelosa stał się jego zwolennikiem i otrzymał tytuł cezara. W 1186 był dowódcą wyprawy przeciw zbuntowanym Bułgarom. Jego żoną była Irena Angelos, siostra Izaaka II Angelosa i Aleksego III Angelosa.
Jego synem był Michał Kantakuzen. 